# راینمتال اتوموتیو
رینمتال اتوموتیو (انگلیسی: Rheinmetall Automotive) شرکت خودروسازی آلمانی است، که در سال ۱۹۹۷ تأسیس شد.